# Emergent

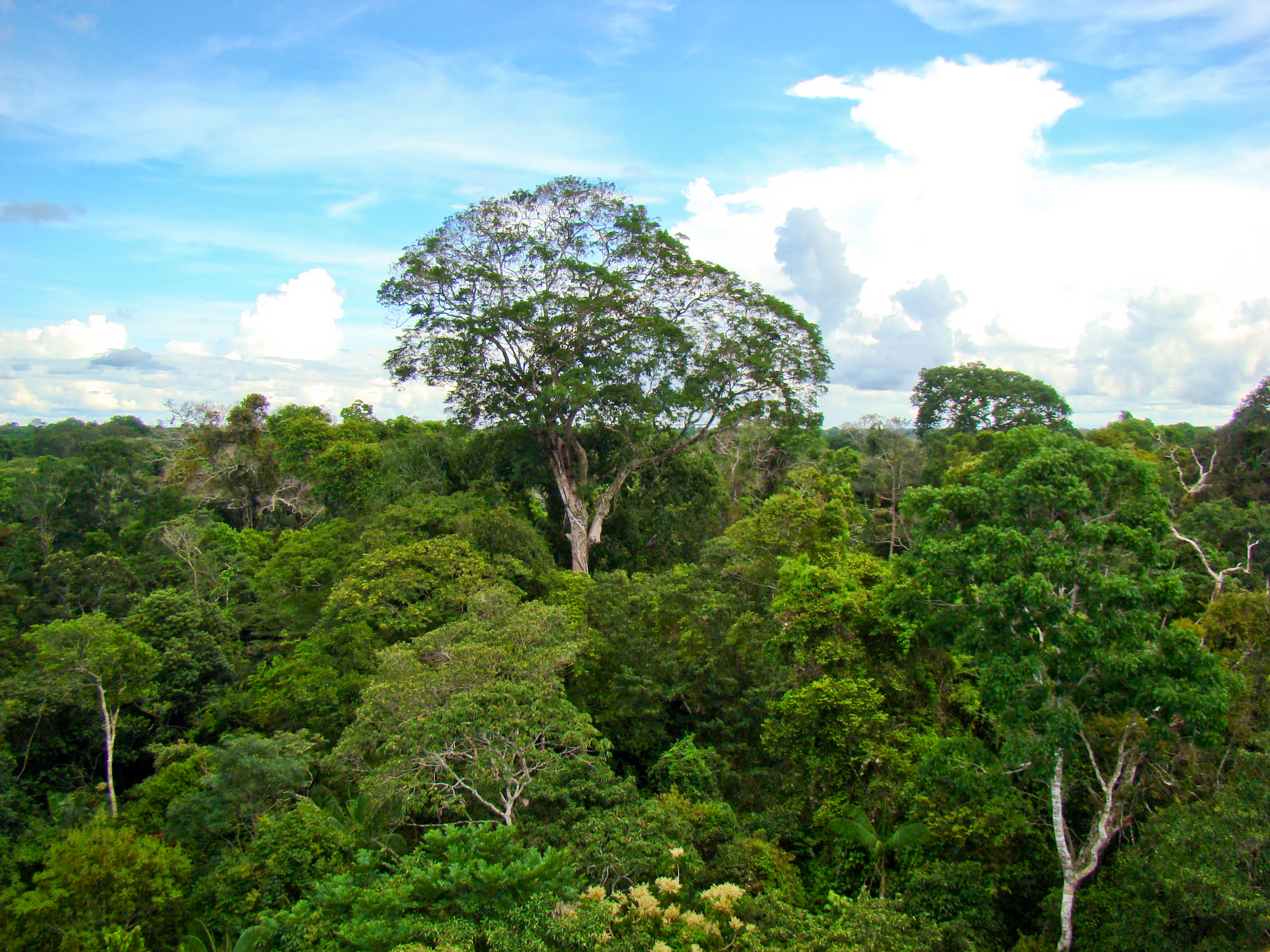
Amazonas-Regenwald in Peru mit einem emergenten Paranussbaum

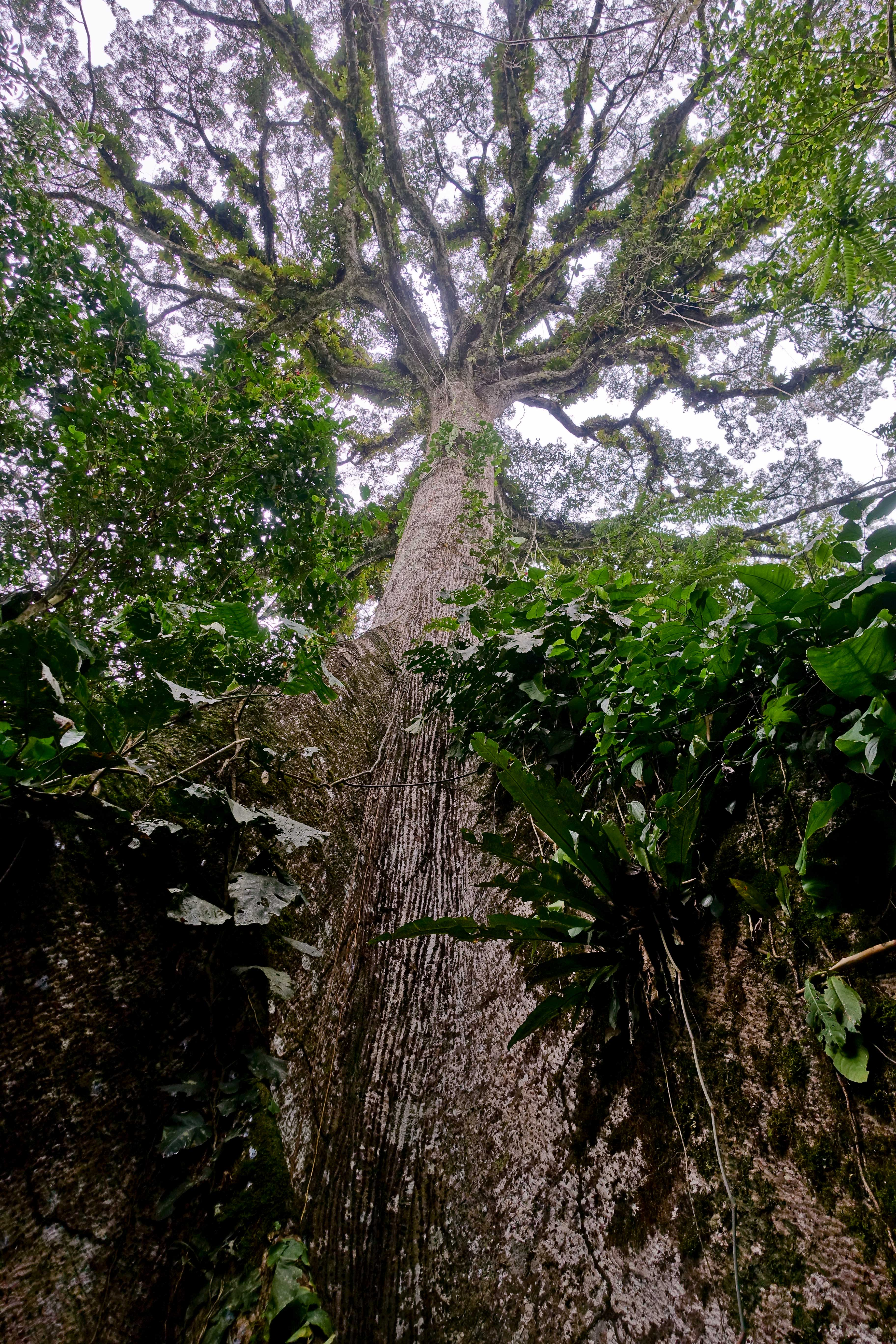
Blick von unten in die Krone eines riesigen Kapokbaums

Emergenten (lateinisch emergere „auftauchen“, „herauskommen“, „emporsteigen“; englisch emergent [island, rock, tree] „aufragend“) – populärwissenschaftlich auch Urwaldriesen, selten Übersteher genannt, oder auch mit den „sprechenden“ forstwirtschaftlichen Ausdrücken Überständer (sehr häufig) oder Überhälter (selten) bezeichnet – sind einzelne ausgewachsene, lichthungrige Bäume oder Baumgruppen in mehrschichtigen Regen- oder Feuchtwäldern, deren Kronen sich (im Verlauf einer ungestörten Entwicklung) deutlich über das Kronendach des Waldes erheben.
Urwaldriesen sind vor allem ein typisches Merkmal für immergrüne tropische Tieflandregenwälder, wo sie nach der Boden-, Kraut-, Strauch- und Kronenbaumschicht das fünfte „Stockwerk“ bilden. Sie erreichen dort im Durchschnitt Höhen von 45–65 Metern und ragen damit meistens zwischen 10 und mehr als 20 Meter über das Kronendach hinaus. Der höchste bisher entdeckte Emergent ist ein Gelber Merantibaum in Borneo, der fast 101 Meter hoch ist. Nach geltender Lehre liegt er damit nahe an der maximal erreichbaren Baumhöhe, die physikalisch durch den Wassertransport in Pflanzen begrenzt ist.
Je kühler das Klima, je ausgeprägter die jahreszeitlichen Schwankungen und (vor allem) je geringer die Niederschläge – sowohl aufgrund von Höhenklimaten (Montane Höhenstufe) als auch durch höhere geographische Breiten (Rand- und subtropische Feuchtklimate hin zu wintermilden, feuchten Klimaten der kühlgemäßigten Klimazone) –, desto seltener und niedriger sind im Allgemeinen die Übersteher in geeigneten Waldtypen. Bei tropisch wechselfeuchten und außertropischen Wäldern ist nicht immer eindeutig zu klären, ob es sich um echte Emergenten oder um Restbestockung oder Reliktarten handelt.
Je ausgeprägter die Emergenten eines Waldes sind, desto größer ist ihre Bedeutung für dessen Artenvielfalt und Biodiversität, unter anderem durch die zusätzlich entstehenden ökologischen Nischen im Kronenbereich. Ihre enorm große Holzmenge und ihre sehr widerstandsfähigen Holzqualitäten machen sie häufig zu begehrten Objekten der Holzindustrie. Bei den Arten, die zu Urwaldriesen heranwachsen, handelt es sich nur zum Teil um speziell hochwüchsige Spezies; häufig werden sie auch von Arten gebildet, die anderswo zu den niedrigeren Kronendacharten gehören.
Die Existenz von Emergenten gibt der Wissenschaft Rätsel auf – bekannt als „Phänomen der überproportionalen Flächenproduktivität“: Für einige Beispiele ist dokumentiert, dass am Standort solcher Urwaldriesen deutlich mehr Biomasse gebildet wird, als man erwarten würde.
Bei vielen Völkern stehen Urwaldriesen als heilige Bäume im Zentrum religiöser Baumkulte, so etwa der Kapokbaum bei den Maya, der Kauri-Baum bei den Māori und die Sicheltanne bei den Shintō-Anhängern Japans.
Während „emergent tree“ im englischen Sprachraum auch unabhängig von der Art des Waldes die Bäume der kronenbildenden Schicht bezeichnen kann, ist die deutsche Ableitung Emergent geschlossenen Wäldern mit einem vielschichtigen Stockwerkbau vorbehalten, für die eine offene oberste „Schicht“ aus solchen überstehenden Baumriesen typisch sind.
Die Bezeichnungen Überhälter/Überständer, die in der Fachliteratur oft in Anführungszeichen oder durch das Adjektiv sogenannte als „behelfsmäßig“ gekennzeichnet sind, werden zwar bisweilen verwendet, beziehen sich aber in erster Linie auf die forstwirtschaftliche Methode, einzelne Bäume oder Baumgruppen bei der Waldpflege oder Holzernte als zukünftige Samenbäume stehen zu lassen.

## Charakteristik

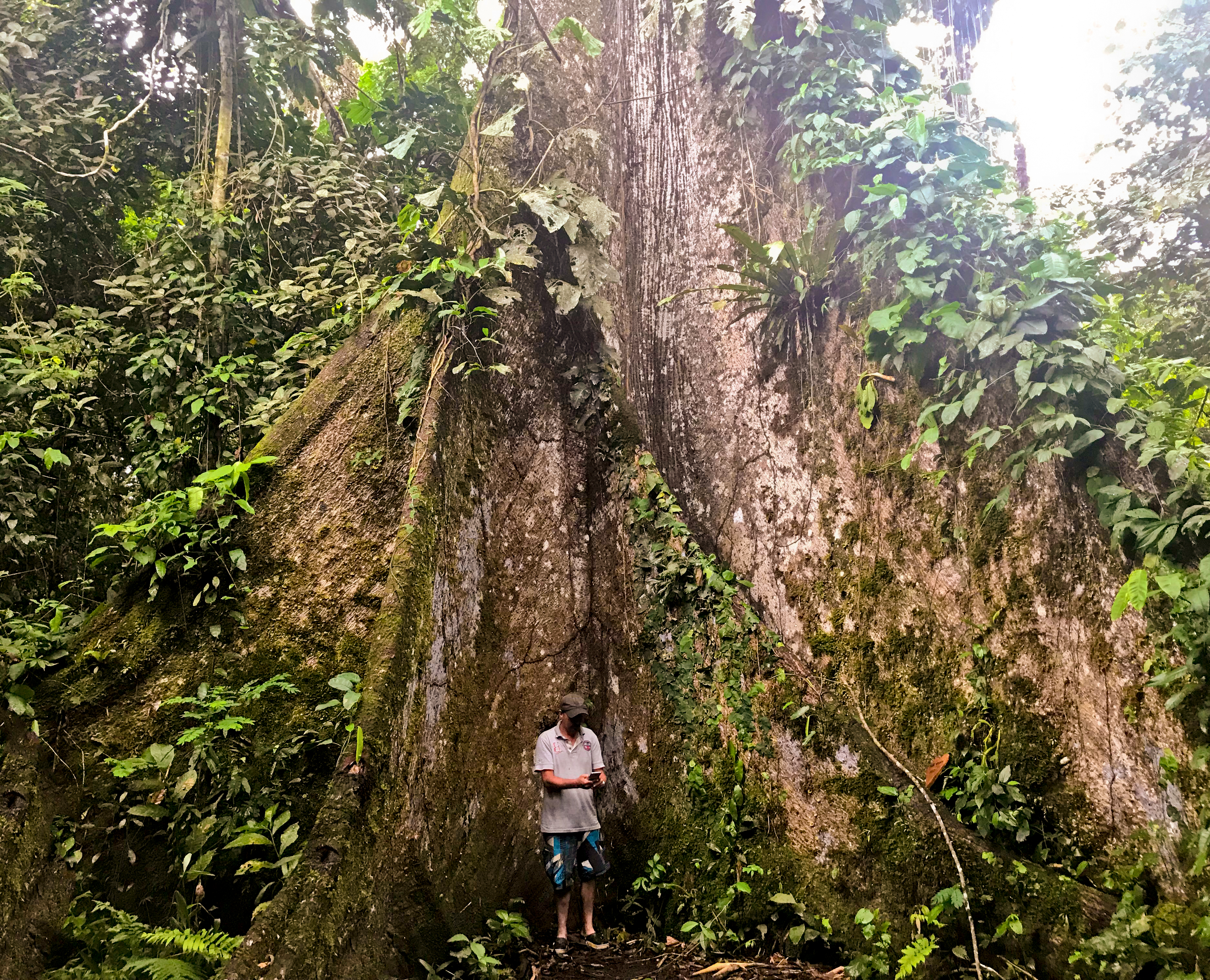
Gewaltige Brettwurzeln eines Kapokbaums im Regenwald Ecuadors

Der typische Baum der Kronenschicht des Tieflandregenwaldes – ein meist zwischen 20 und 40 m hoher Hartholz-Laubbaum – besitzt eine im Verhältnis kleine, schirmartige oder kugelförmige Krone, einen schlanken, säulenförmigem und astfreien Stamm ohne Jahresringe mit einer grauen, dünnen und wenig strukturierten Rinde sowie oftmals verschiedenartigen Stützwurzeln. Die häufig bis zu 65 m und zum Teil bis über 80 m hohen Emergenten unter ihnen haben meistens stand-stabilisierende Brettwurzeln, von denen nochmals feine Tiefenwurzeln ausgehen, die neben der Versorgung zusätzliche als Anker dienen. Zudem sind ihre schirmartigen Kronen häufig im Verhältnis wesentlich breiter (in Zentralafrika etwa haben sie einen Durchmesser von 30–40 m). Es gibt eine große Zahl verschiedener Baumarten mit emergentem Wuchs. Einige von ihnen werden weiter unten vorgestellt. Sehr typisch sind der Paranuss- und der Kapokbaum in Südamerika, Meranti-Bäume in Südostasien und der Great Moabi in Afrika.
Neben ihrer Größe bieten die Urwaldriesen weitere Superlativen: Während die anderen Bäume um 200–300 Jahre alt werden, leben viele Emergenten regelmäßig länger als 500 Jahre. Sie produzieren nicht nur überproportional viel Holz, sondern auch die meisten Früchte aller Regenwaldbäume (im Vergleich zur gleichen Gattung) und sie sind in aller Regel höchst markante Baumindividuen.
Die Kronenschicht sämtlicher Wälder wirkt als Schutz für die gesamte Vegetation des Waldes, indem sie ihn vor allen Wettereinflüssen schützt. Dies gilt insbesondere für tropische und subtropische Breitengrade, wo extreme Sonneneinstrahlung, große Hitze und Temperaturschwankungen, Starkregen und häufig heftige Stürme Normalzustände sind. Umso widerstandsfähiger müssen Bäume sein, deren Krone sich mehr oder weniger freistehend hoch über dem Kronendach befindet. Die Übersteher haben daher oft kleinere Blätter
und weniger Spaltöffnungen als Schutz vor Austrocknung und zu großer Verdunstung. Ein weiterer Schutzmechanismus ist der teilweise oder komplette Laubabwurf, der insbesondere in der Trockenzeit saisonaler tropischer Regen- oder Monsunwälder vorkommt. Hinzu kommt bei einigen Arten eine besondere Fäulnisresistenz und die Fähigkeit zu weitreichender Regeneration nach Beschädigungen. Alle Arten, die zu Riesenbäumen heranwachsen können, müssen über eine hohe Veränderlichkeit ihrer Erscheinungsformen verfügen, die es ihnen ermöglicht, ihre Formen und Organe auch noch als ausgewachsene Lebewesen an veränderte Umweltbedingungen anpassen zu können.
Die hochragenden Kronen haben im Laufe der Evolution zu weiteren speziellen Anpassungen geführt: So nutzen einige Arten den Wind zur effektiven Pollen- und Samenausbreitung in große Entfernungen, indem ihre Früchte Eigenschaften aufweisen, die ihnen eine weite Verbreitung ermöglicht: Beispielsweise flügelartige Fortsätze oder eine federleichte, watteähnliche Ummantelung wie der Kapokbaum, der zudem vor der Fruchtbildung alle seine Blätter abwirft, damit der Wind die Samen ungehindert fortwehen kann.

## Ökologie

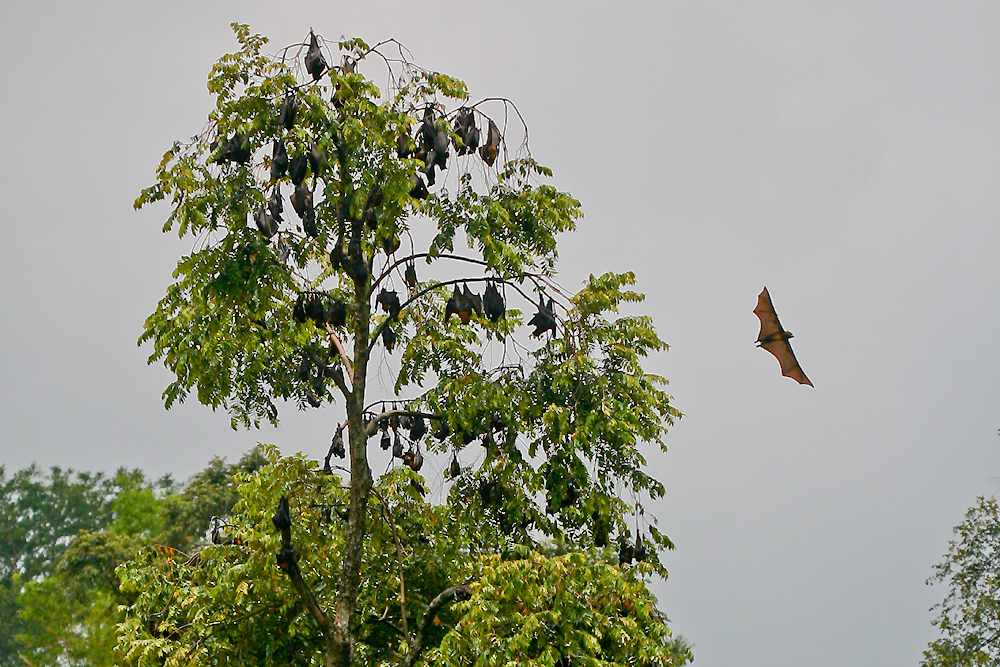
Flughunde in einer hohen Baumkrone auf den Philippinen

In ungestörten tropisch-feuchten Primärwäldern erreicht nur 1 % des einfallenden Sonnenlichts den Boden, sodass insbesondere in den Baumkronen der Emergenten völlig andere Lebensbedingungen herrschen (siehe #Charakteristik). Dieser Gegensatz ist in offeneren Wäldern und in Richtung der Mittelbreiten natürlich deutlich geringer. Dennoch sind die Baumriesen überall dort, wo sie vorkommen, ein wichtiger Bestandteil der komplexen räumlichen Muster in den Wäldern, die für die Entstehung etlicher zusätzlicher ökologischer Nischen sorgen. Der Anteil der Emergenten an allen Waldbäumen wird für tropische Regenwälder mit durchschnittlich 15 % angegeben, in Kamerun etwa reicht die Spanne von 0–30 %. In anderen Feuchtwaldtypen liegt der Anteil in der Regel darunter; in Tasmanien etwa bei unter 5 %.
Jüngere Forschungen eröffnen bisher unbekannte und unerwartete Auswirkungen von emergenten Bäumen auf die Biodiversität und die Biomasseproduktion in ihren Lebensräumen.

### „Phänomen der überproportionalen Flächenproduktivität“

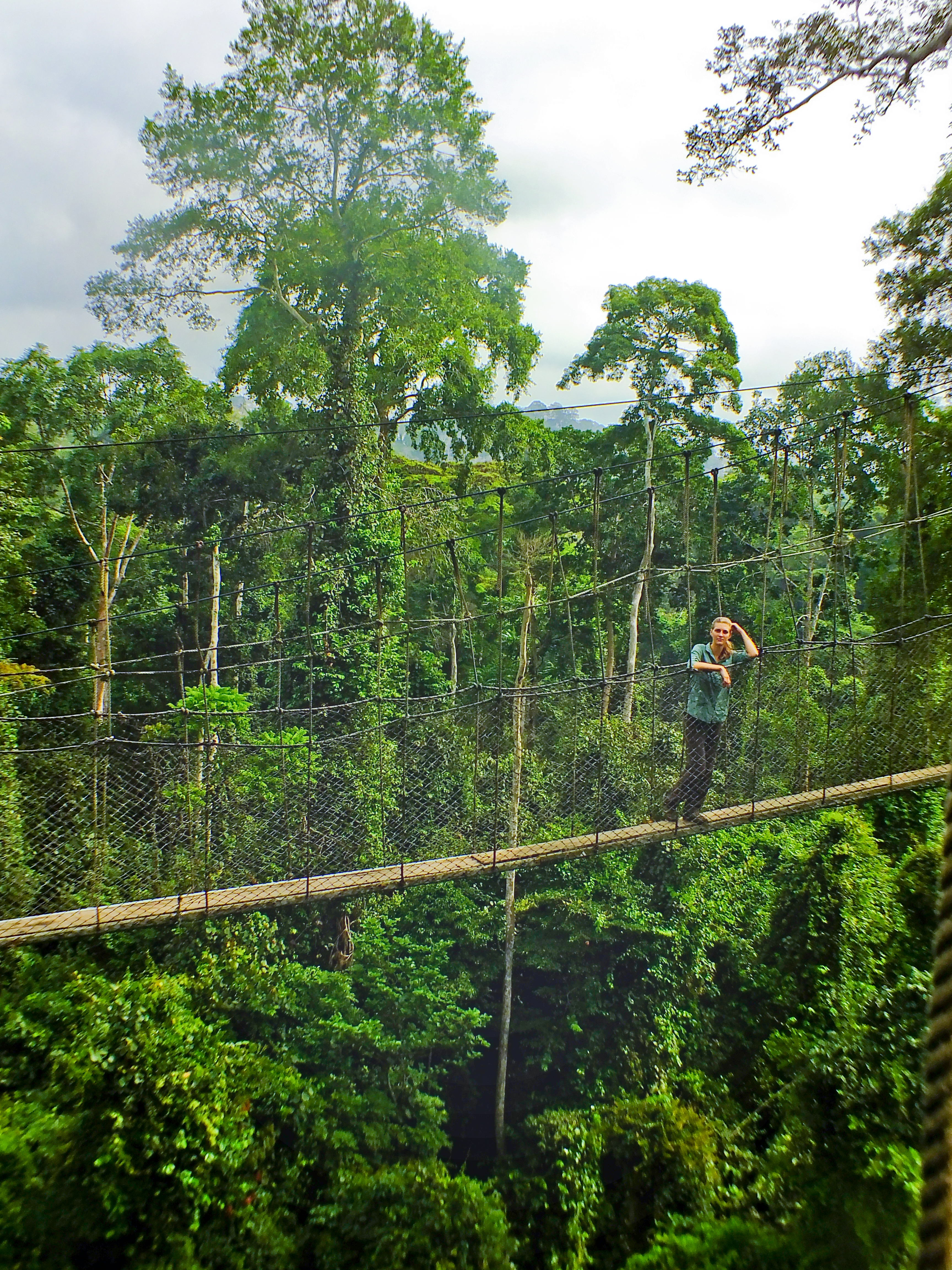
Baumkronenpfad im Kakum-Nationalpark (Ghana)

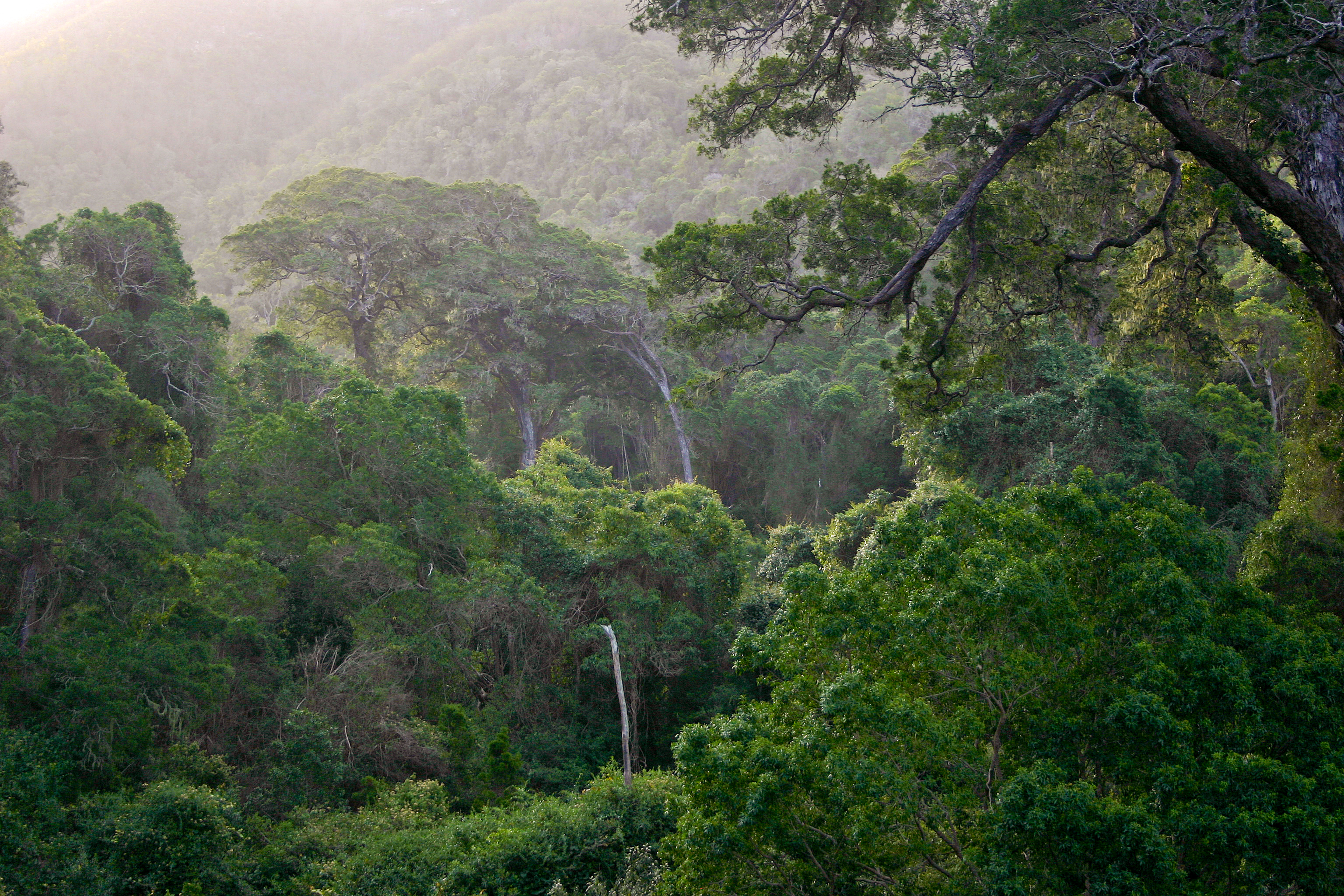
Emergente Bäume erhöhen die Produktivität des Waldes auf „über 100 %“ (Afromontaner Knysna Wald in Südafrika).

Nach dem Prinzip der „Optimalgesellschaft“ strebt die Natur immer nach einer möglichst großen Umwandlung der vorhandenen abiotischen Faktoren in Biomasse. Wälder sind dabei die biomassereichsten Land-Ökosysteme. Da die Photosynthese als Ursache der Primärproduktion Licht erfordert, hat dies einen direkten Einfluss auf die Form der Wälder beziehungsweise Bäume. Der nächstwichtige Faktor für das Baumwachstum ist die Wasserverfügbarkeit: Sehr große Niederschlagsmengen, hohe Luftfeuchtigkeit und staunasse Böden sind der Garant für hohe Wälder mit großer Biomasseproduktion. Das Maximum wird erreicht, wenn das Klima zudem kühl und (fast) frostfrei mit gedämpfter Sonneneinstrahlung ist. Diese Bedingungen kommen am besten in den Küstenmammutbaumwäldern Kaliforniens zusammen – hier finden sich jedoch keine Emergenten, sondern die Mammutbäume bilden die Kronenschicht in einer Höhe von über 80 m und kleinere Baumarten sind in der Unterzahl.
Wälder in hohen Breiten bestehen oft aus sehr schmalen, weit stehenden Nadelbäumen; Laubwälder der gemäßigten Breiten stehen deutlich dichter und haben – im Sommer – ein gleichmäßiges, geschlossenes Kronendach. Beide Formen nutzen auf diese Weise optimal das Licht, das Richtung Pol und im Winterhalbjahr von einer immer tiefer stehenden Sonne ausgeht. Die Bäume in tropischen Regenwäldern hingegen stehen ganzjährig unter einer fast senkrecht stehenden Sonne und bestehen aus vergleichsweise älteren Bäumen, sodass sie das größte Produktionsergebnis mit breit ausladenden Kronen eines von relativ wenigen Bäumen geschlossenen Waldes erreichen.
Dieser zu erwartende Kronentyp wird jedoch an einigen Standorten von Emergenten ergänzt. Da ausgeschlossen werden konnte, dass sie immer nur dort stehen, wo etwa idealere Bodenbedingungen herrschen, sind sie ein typisches Merkmal der warmen Feuchtwälder. Dann wäre allerdings zu erwarten, dass ihre wesentlich größere Biomasse gegenüber den benachbarten Bäumen – durch die Konkurrenz der Riesenbäume, die eine stärkere Verschattung verursachen (und dem Boden mehr Nährstoffe entziehen) – zu reduziertem Wuchs in der Umgebung führen würde, damit die Biomasseproduktion in der Summe wieder dem Waldtyp entspricht.
In verschiedenen Waldtypen mit Emergenten – insbesondere in tropischen Bergregenwäldern, subtropischen Lorbeer- und wintermilden, gemäßigten Regenwäldern – wurde jedoch festgestellt, dass die Verschattung durch die Emergenten keinen negativen Einfluss auf den Biomassezuwachs der niedrigeren Nachbarbäume hatte. Infolgedessen war die durchschnittliche gesamte Kohlenstoffbindungsrate von Parzellen mit Emergenten fast doppelt so hoch wie die von Parzellen ohne Emergenten – und damit fast doppelt so hoch als überhaupt zu erwarten wäre. Diese bislang nicht erklärbare Ausnahmeerscheinung wird als „additive basal area“-phenomen (frei übersetzt: „Phänomen der überproportionalen Flächenproduktivität“) bezeichnet. Erste Erklärungsversuche verweisen auf die ideale Anordnung von Licht- und Schattenpflanzen sowie einer Ressourcenausnutzung, die sich aus der vertikalen Schichtung des Waldes ergibt: Die Grundfläche wird hier gewissermaßen um eine weitere „senkrechte Dimension“ ergänzt. Dafür spricht die Tatsache, dass ein Großteil der Produktivität dieser Waldökosysteme in der obersten Schicht stattfand. Es wird vermutet, dass das Phänomen auf alle Waldtypen mit Emergenten zutrifft.

### Steigerung der biologischen Vielfalt

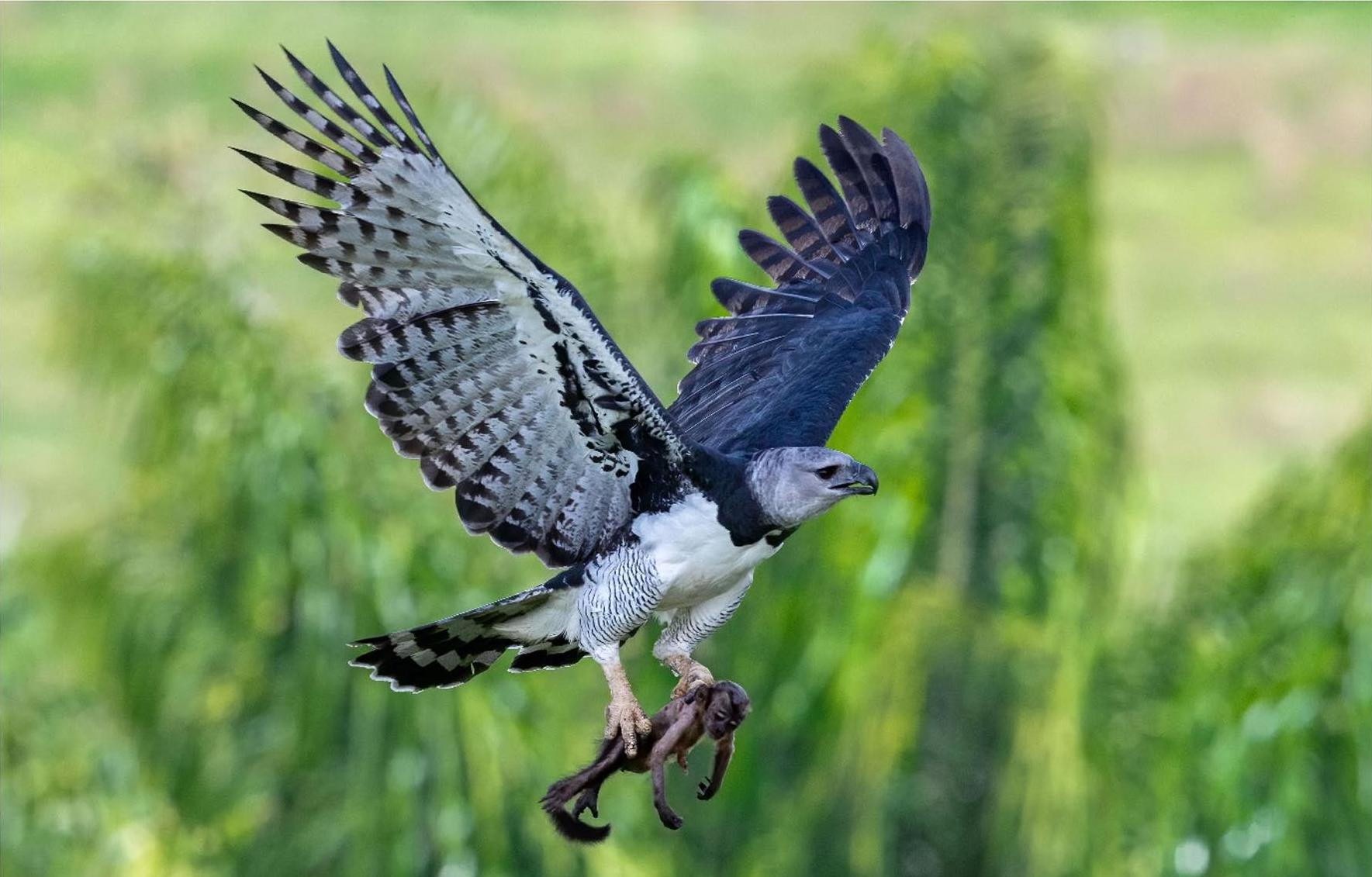
Harpyie mit Kapuzineraffe auf dem Weg zum Nest im obersten Stockwerk

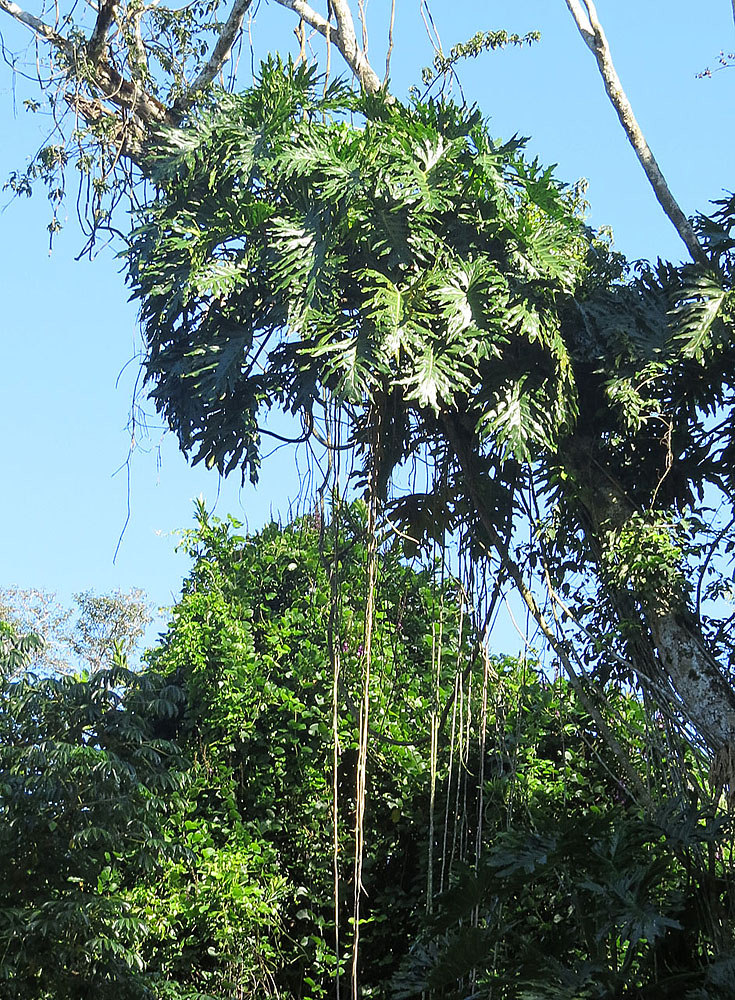
Der Baum-Philodendron gedeiht vor allem bei direkter Sonneneinstrahlung, sodass er prädestiniert für die höchsten Baumkronen ist.

Urwaldriesen erhöhen überall die biologische Vielfalt: Die freistehenden Kronen sind Wohnstatt vieler Vogelarten, die über und in den Baumkronen auf Nahrungssuche gehen; dabei insbesondere Adler und andere Greifvögel. In allen großen Regenwaldregionen der Erde nisten „Riesenadler“ auf den Emergenten, so die Harpyie Mittel- und Südamerikas und der extrem seltene Affenadler von den gleichnamigen Inseln (Spannweiten bis ca. 2 m), der Kronenadler der zentralafrikanischen Wälder (bis 1,80 m), der Würgadler aus Teilen Amazoniens und der brasilianischen Küstenregenwälder (bis über 1,70 m) und der Papuaadler aus Neuguinea (bis 1,60 m). Die Adler können von ihrem hohen Sitz aus viele Arten von Beute entdecken und im Sturzflug in den darunter liegenden Baumkronen schlagen.
Kolonien von Flughunden oder Fledermausarten nehmen die großen Bäume gern als Heimat, aber auch verschiedene Arten von Schmetterlingen und anderen fliegenden Insekten. Aufgrund der großen Menge an Früchten suchen überdies auch viele Säugetiere – unter anderem Affenarten – die hohen Baumkronen auf. Ihre Gegenwart wiederum lockt Prädatoren wie etwa Schlangen an.
Neben der auffälligen Fauna bieten die Emergenten auch zahlreichen Pflanzen Lebensräume: Im Kronenbereich etwa lichthungrigen Aufsitzerpflanzen, die ihren gesamten Bedarf über Luftwurzeln decken. An einem einzigen Baum können über 2.000 solcher Epiphyten gefunden werden, die in einigen Wäldern ein Drittel des Gesamtgewichts des Baums und 40 Prozent der Blattbiomasse ausmachen. Auch Lianen klammern sich in Massen an aufstrebenden Bäumen, wobei regelmäßig über 1.500 Individuen an einem einzigen Baum zu finden sind, die etwa 20 Prozent der gesamten Blattbiomasse des Waldes ausmachen.
Vieles deutet darauf hin, dass die Urwaldriesen nicht nur positive Effekte auf die Artenvielfalt im obersten Stockwerk haben, sondern durch diverse Wechselwirkungen zwischen oben und unten auch auf die unteren Stockwerke: So mildert der Schattenwurf der großen Kronen für einige Bereiche des geschlossenen Kronendaches die Wirkung von Umwelteinflüssen, die größeren Mengen herabfallender Teile (Laub, Früchte, Äste, Kot, tote Tiere) bereichern das Nahrungsangebot am Boden und die zusätzlichen Strukturen mit der aufsitzenden Vegetation der sehr alten Baumexemplare schaffen auch Richtung Stammfuß weitere Lebensräume. Für die direkte Umgebung von Kapokbäumen wurde eine größere Biodiversität festgestellt. Auch in subtropischen Wäldern wurde eine signifikante Erhöhung der Vielfalt unter Riesenbäumen beschrieben.

### „Falsche Emergenten“: Restbestockung und Reliktarten

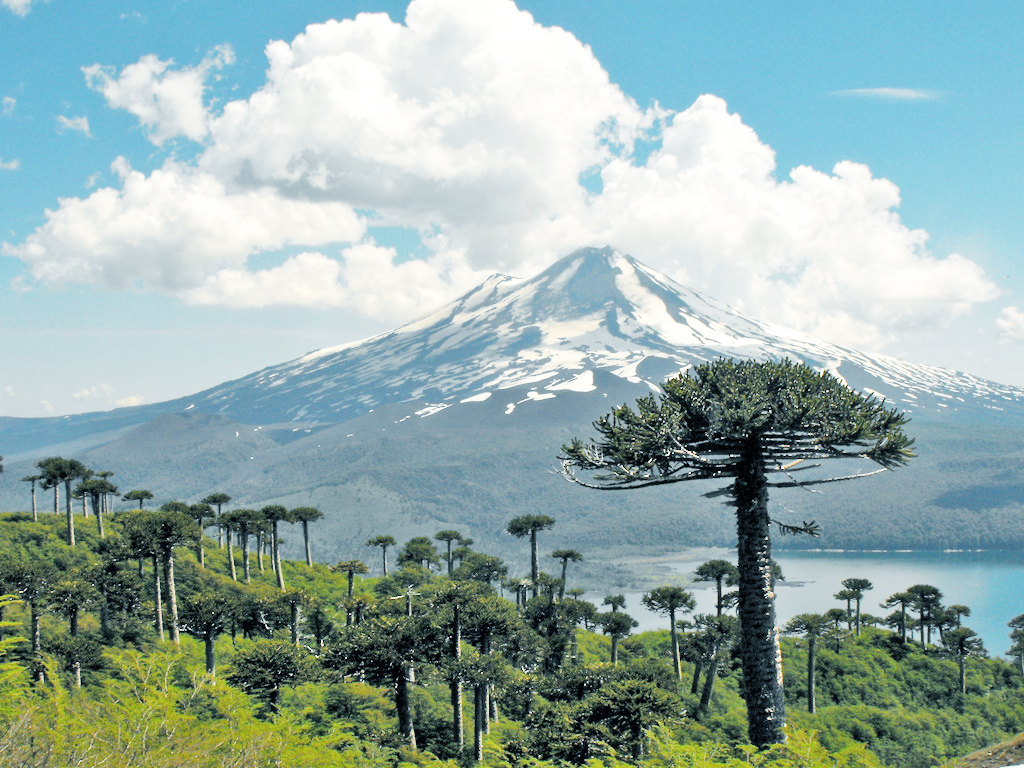
Araukarien: „Unechte Emergenten“ über Scheinbuchenwald (Nationalpark Conguillío, Chile)

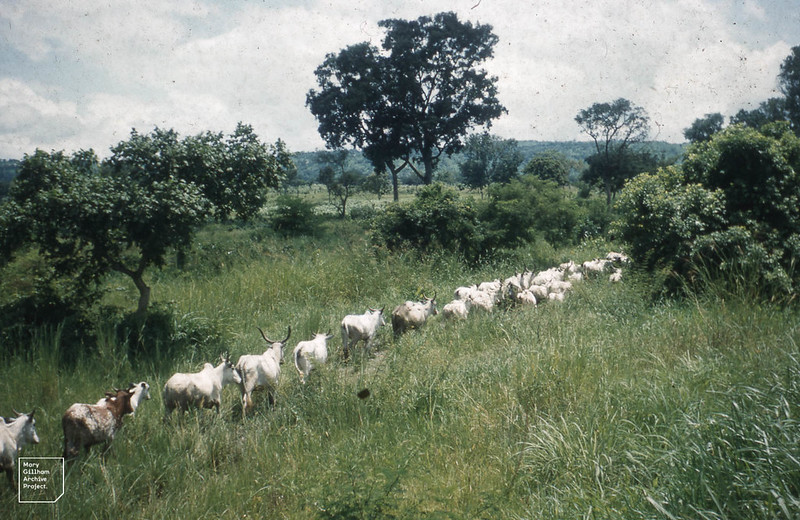
Savanne Nigerias: Keine Emergenten, sondern Restbestockung nach Bränden und Viehverbiss

In Übergangsökosystemen, die von Feuchtwäldern in trockenere oder kalte Wälder überleiten, finden sich teilweise auch noch emergente Bäume über dem Kronendach. Es handelt sich dabei jedoch entweder um „natürliche Überständer“ – Bäume, die als Restbestockung ein flächenhaftes Schadereignis in der Vergangenheit überstanden haben (Feuer, Sturm, Wildverbiss usw.) und dadurch im Rahmen der darauf folgenden Wiederbewaldung einen Wachstumsvorsprung oder andere Standortvorteile hatten – oder um Reliktarten, die in einem früheren Klima ganze Wälder bildeten und heute nur noch vereinzelt in einem mittlerweile veränderten Waldtyp stehen.
Ein bekanntes Beispiel sind die Nadel-Laubmischwälder der nördlichen Südanden („Gebirgs-Araukarien-Lorbeerwald“), bei denen Chilenische Araukarien ein tiefer liegendes Kronendach aus einigen Scheinbuchenarten überragen: Aufgrund der Artenzusammensetzung wird der Wald noch den subtropisch-immerfeuchten Lorbeerwäldern zugerechnet, obwohl das Klima bereits kühlgemäßigt ist. Die Araukarie ist hier das augenfälligste Relikt eines wärmeren Klimas. Anderen Autoren zufolge wird diskutiert, ob es sich tatsächlich um eine „fertige“ Schlusswaldgesellschaft handelt oder eher um ein Sukzessionsstadium hin zu einem reinen Araukarienwald (in späteren Jahrhunderten).
Ebenfalls die einzelstehenden Bäume in den großen Savannen der Erde erinnern an Emergenten, die über niedriges Buschwerk oder Grasland hinausragen. Auch dabei handelt es sich nicht um „echte“ Emergenten, sondern meist um das Ergebnis einer Feuerklimax, bei der die aufkommenden, empfindlichen Keimlinge und Jungbäume den hier typischen, regelmäßigen Buschbränden zum Opfer fallen, während einige ältere, feuerresistente Bäume die Brände überleben. Es wird vermutet, dass die Brände schon in der Vorzeit durch Menschen gelegt wurden. Ohne diese Ereignisse wären sehr viele Savannenlandschaften heute (noch) lichte Trockenwälder wie der Miombowald Afrikas.
Eine ähnliche Wirkung haben große Herden von Pflanzenfressern (Megaherbivoren) oder spezielle Waldbewirtschaftungsformen wie etwa die Hutewälder Mitteleuropas, bei denen einzelne große Eichen als Futterbäume für die Schweine stehengelassen wurden.

## Verbreitung und Artenspektrum

### Tropische Tieflandregenwälder

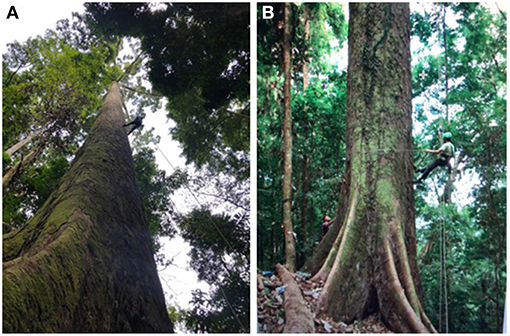
Vermessung des höchsten bekannten Urwaldriesen der Welt (Sabah: Gelber Merantibaum, 100,80 m)

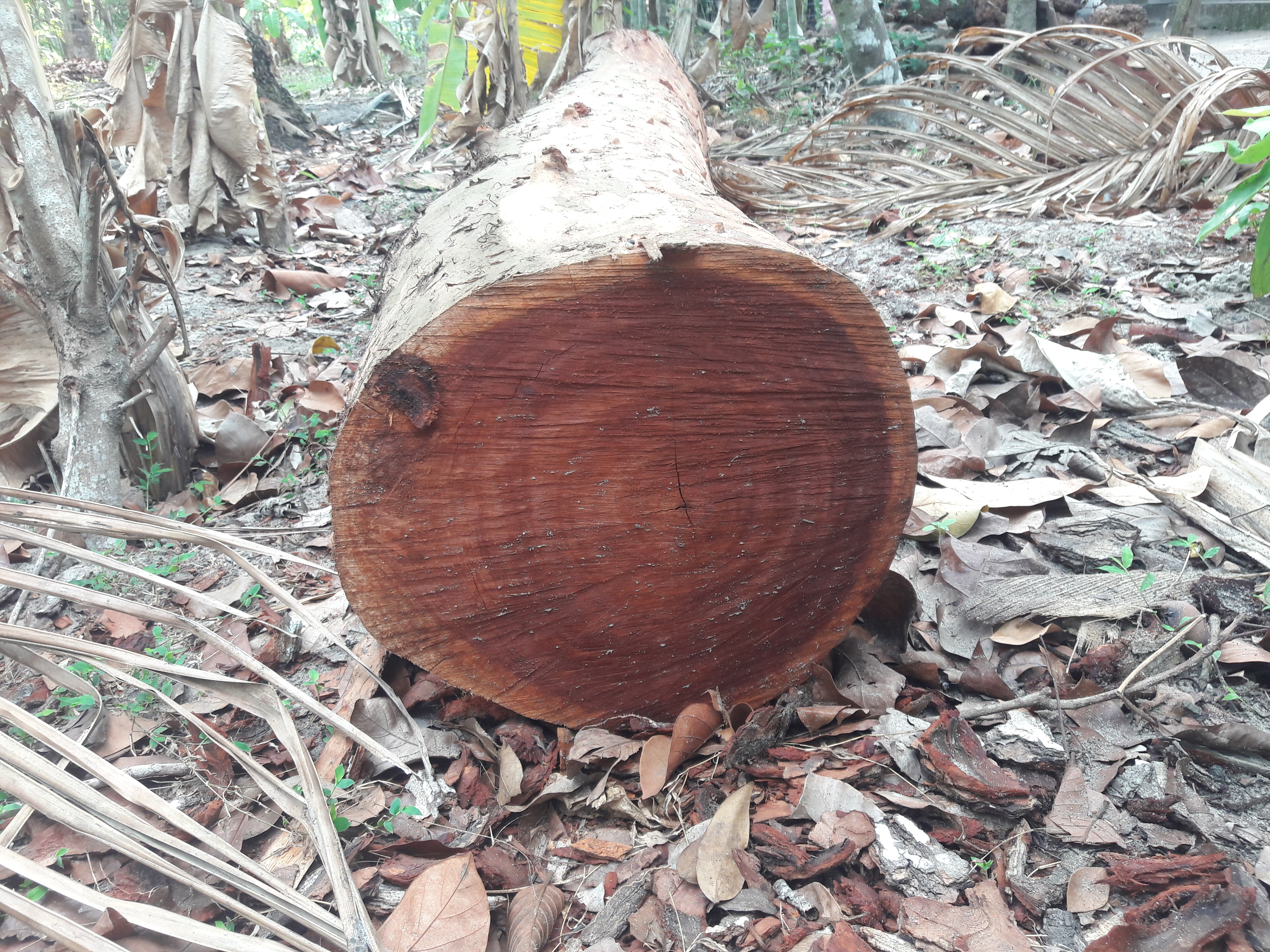
Amerikanisches Mahagoni: Eine der höchsten Baumarten der Neuen Welt und begehrtes Tropenholz

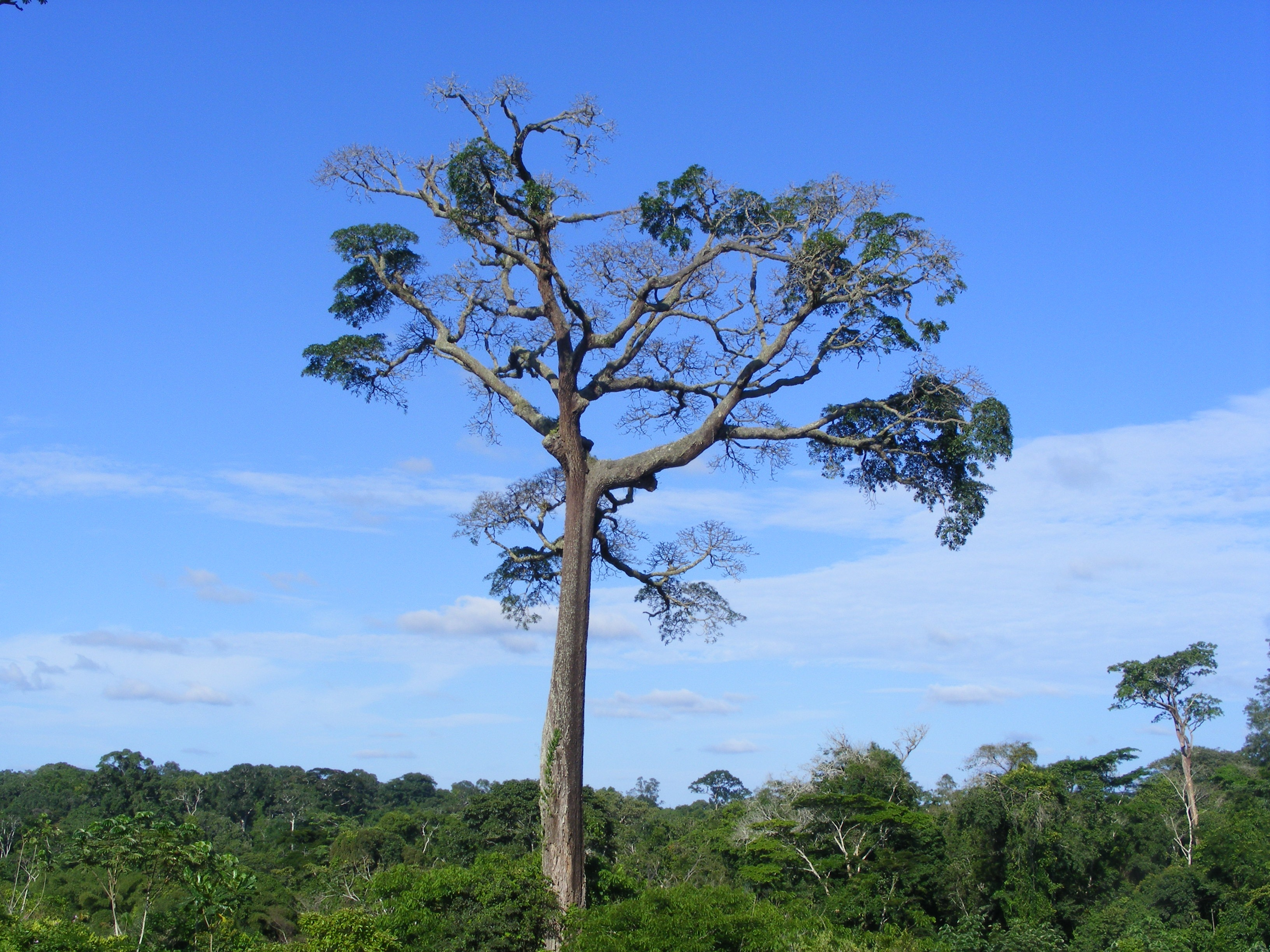
Great Moabi, halbimmergrün und einer der höchsten Emergenten Afrikas

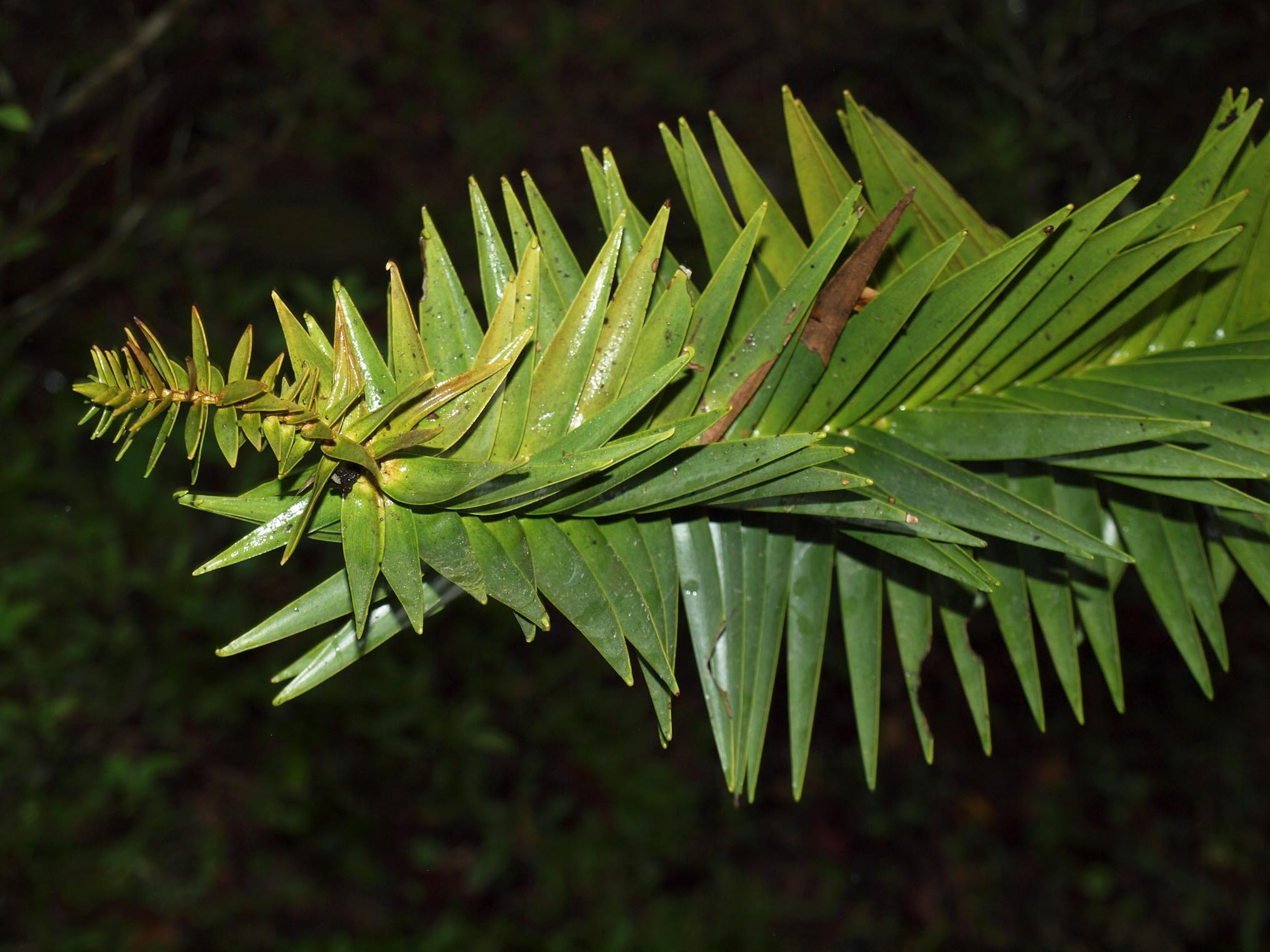
Laubblätter von Araucaria hunsteinii, dem Riesen-Emergenten der Berge Neuguineas

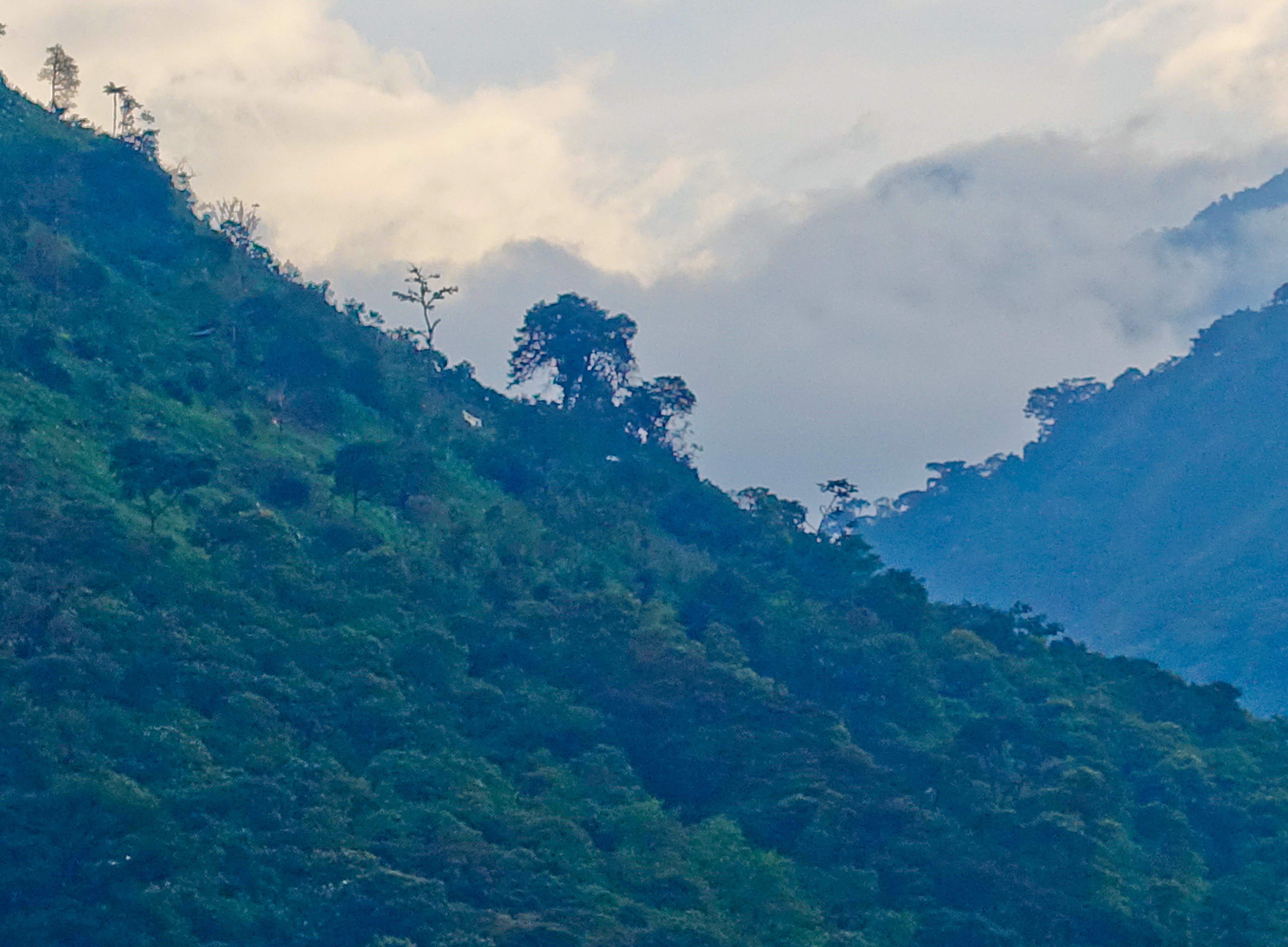
Niedriger Wolkenwald mit relativ kleinen Emergenten am Anden-Ostabhang in Ecuador

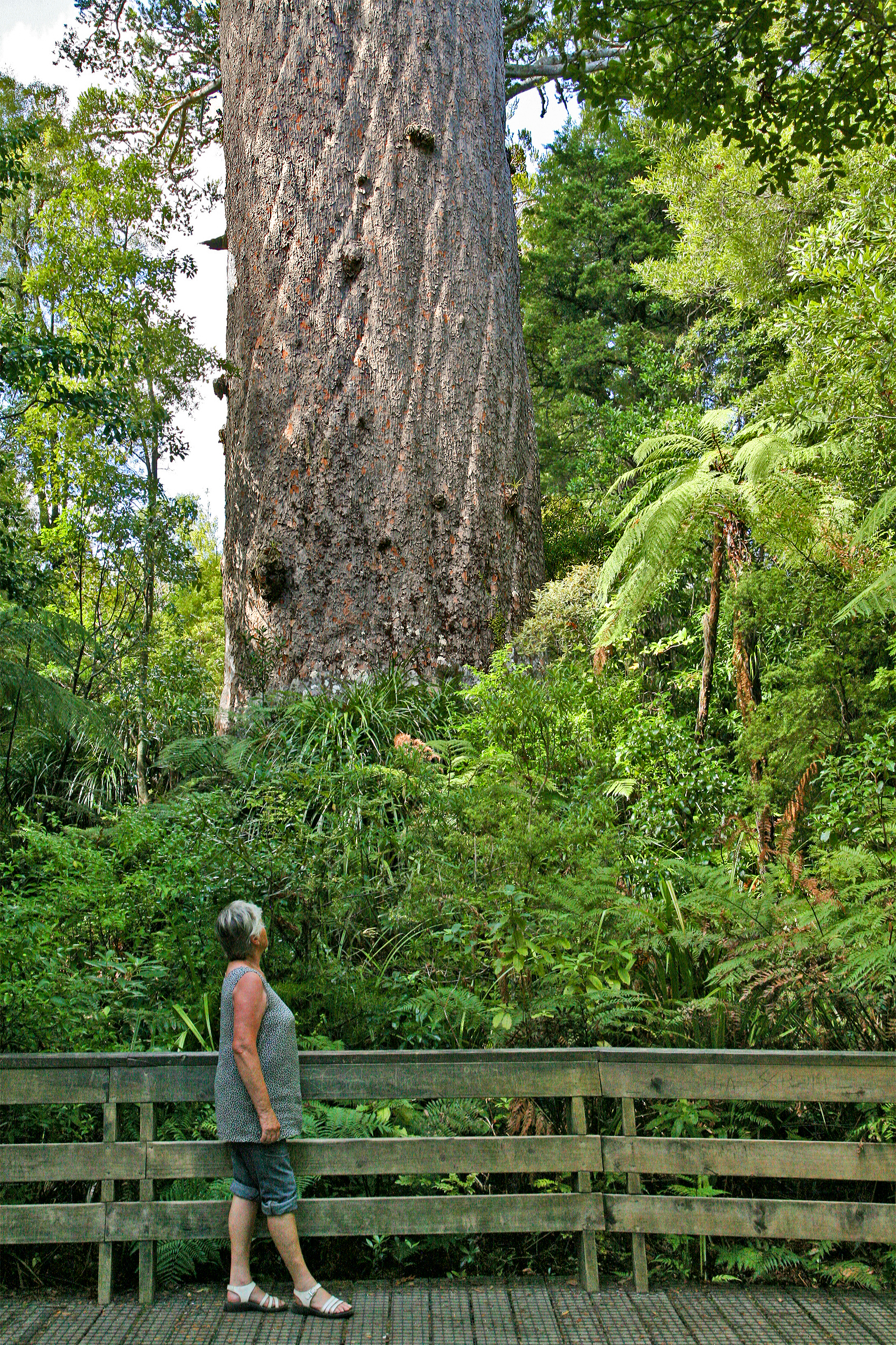
Tāne Mahuta, der größte Kauri-Baum Neuseelands und heiliger Baumriese der Māori

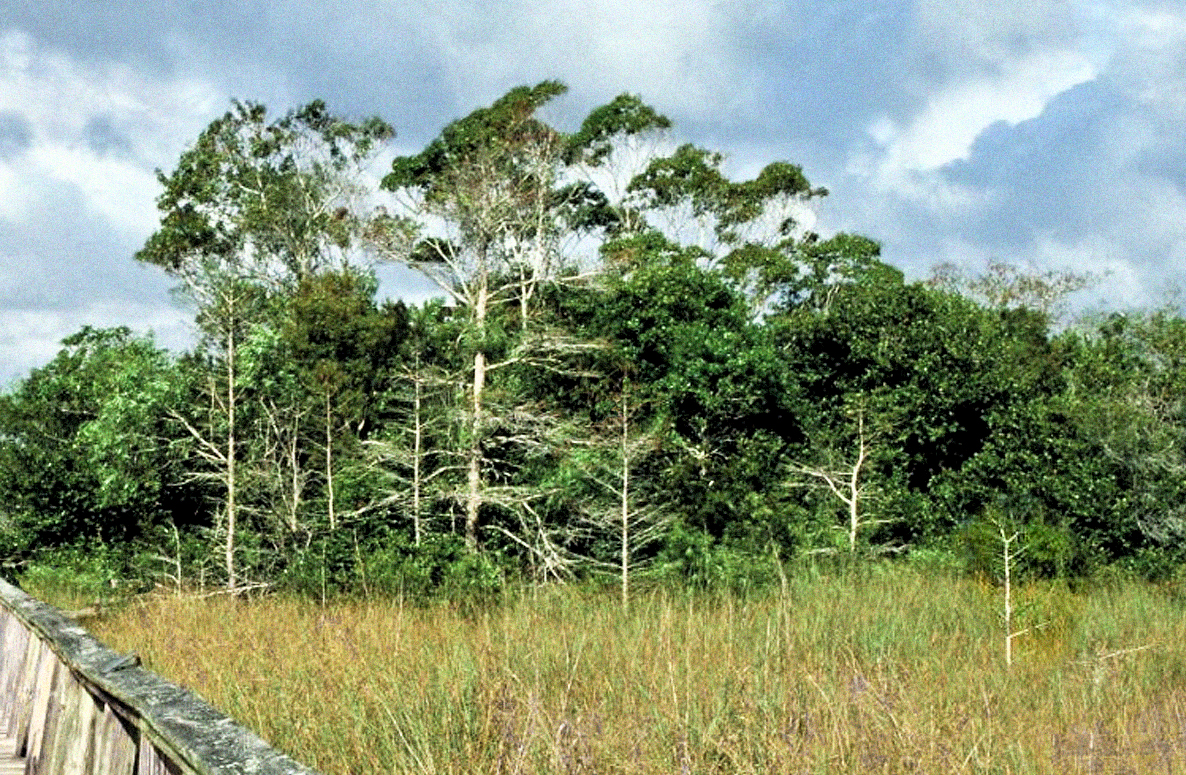
Tropischer „Hammock“ in Süd-Florida

Im weltweiten Durchschnitt erreichen sowohl die Bäume der Kronenschicht mit 20 bis über 40 Metern, als auch die Emergenten mit 45–65 Metern in den primären immerfeuchten tropischen Regenwäldern die größten Ausmaße unter den kontinentalen Biomen. Sekundärwälder zeigen grundsätzlich viele Jahrzehnte lang keine Übersteher.
Der Kapokbaum ist mit bis zu 75 m der wohl am häufigsten genannte Urwaldriese, da er (heute) weltweit verbreitet ist. Seine Familie, die Malvengewächse (zu der auch der Kakaobaum und die Baumwolle gehören), taucht hingegen eher selten im Kreis der emergenten Arten auf. Ganz anders hingegen die übergeordneten Malvenartigen:
Zu ihnen gehören auch die Flügelfruchtgewächse (Dipterocarpaceae), die mit Abstand die meisten, besonders hohen Riesenbäume der Tropen Asiens stellen und deren typische Flügelfrüchte (vergleichbar mit den Früchten der Ahornbäume) kilometerweit durch den Wind getragen werden. Diese Pflanzenfamilie dominiert dort überdies auch die mittleren und kleineren Baumarten. Der bereits in der Einleitung erwähnte Gelbe Merantibaum aus Südostasien, der mit über 100 m den Rekordhalter unter den Urwaldriesen stellt, gehört zur Gattung Shorea innerhalb der Flügelfruchtgewächse. Während der Gelbe Meranti und der maximal 65 bis über 80 m hohe Shorea johorensis auch als Baum der Kronenschicht kleiner bleiben kann, kommt der regelmäßig über 80 m hohe, auf Borneo endemische Baum Shorea superba ausschließlich als Emergent vor. Drei weitere Beispiele für die hochragenden Dipterocarpaceen sind der ebenfalls nur auf Borneo vorkommende, rund 80 m hohe Dryobalanops lanceolata, der 65–75 m hohe Malaiische Kampfer, der im gesamten Hinterindien zu finden ist, und Dipterocarpus indicus, mit bis zu 40 m ein Emergent der indischen Regenwälder in den West-Ghats. In Indien sind die Emergenten trotz ähnlichem Artenspektrum mit höchstens 50 m deutlich kleiner.
Zu den Giganten unter den Urwaldriesen zählt auch der im tropischen Südostasien weit verbreitete 75–85 m hohe Koompassia excelsa aus der Unterfamilie der Johannisbrotgewächse. Mit 55 m deutlich kleiner bleibt der eng verwandte Mora excelsa, ein kleinerer Emergent, der in niedrigen tropischen Sumpfwäldern im nördlichen Südamerika wächst.
Für die Regenwälder Südamerikas ist der mit rund 55 m ebenfalls eher kleine Paranussbaum aus der Familie der Topffruchtbaumgewächse aufgrund der bekannten Nuss ein oft genannter Emergent. Die Übersteher in der Neuen Welt sind im Vergleich zu Asien deutlich niedriger: Möglicher Rekordhalter ist die in den mesoamerikanischen Randtropen beheimatete Mexikanische Ulme, eine enge Verwandte der auch in den Mittelbreiten wachsenden Ulmen, die in der Regel 50 m erreicht, jedoch bis über 80 m hoch werden soll. Gesichert und bekannt sind der bereits genannte Kapokbaum (75 m) sowie der bis 70 m hohe Amerikanische Mahagoni (Mittel- und Südamerika) aus der Familie der Mahagonigewächse.
Eine unter den Emergenten der Neuen Welt häufig anzutreffende Pflanzenfamilie sind die Hülsenfrüchtler, zu denen auch Erbsen und Bohnen gehören. Balizia elegans ist ein 45 bis über 50 m hoher Baum aus dieser Familie, der vor allem in den Randgebieten Amazoniens und in Mittelamerika vorkommt. Bis zu 45 m hoch wird Hieronyma alchorneoides aus der Phyllanthaceae-Familie, der unter anderem in der Mata Atlântica der brasilianischen Ostküste zu finden ist. Die Emergenten dieser bereits zu 90 % vernichteten Regenwälder scheinen allgemein etwas kleiner als in Amazonien zu sein; soweit sich das noch beurteilen lässt, da Riesenbäume in den kleinen Waldresten meist als erste der Säge zum Opfer fielen. In älteren Sekundärwäldern sind die Bäume deutlich niedriger; selbst die Übersteher erreichen hier nur Höhen von maximal 30 m.
Die äquatorialen Regenwälder Afrikas sind allgemein wesentlich artenärmer an Pflanzen als die der anderen Kontinente. Das trifft auch auf die Emergentenschicht zu. Zudem erreichen die Übersteher auch hier nicht die Ausmaße wie in Asien. Zwei der größten Vertreter gehören zur Familie der Sapotengewächse: In Westafrika ist dies der bis über 55 m hohe Tieghemella heckelii und in West- und Zentralafrika steht Great Moabi, mit bis zu 70 m einer der höchsten Urwaldriesen Afrikas.
Während in den subtropischen Feuchtwäldern Südost-Australiens wahre Giganten wachsen, sind die tropischen Riesen noch niedriger als auf den anderen Kontinenten und vor allem wesentlich seltener. Ein Beispiel ist der bis zu 55 m hohe Terpentinbaum aus der Familie der Myrtengewächse, aus der auch die Gewürznelke stammt.
In randtropischen Lagen, vor allem auf küstennahen Standorten, die häufigen Stürmen ausgesetzt sind, sind die Regenwälder weltweit insgesamt deutlich niedriger. So liegt etwa das Kronendach auf den Großen Antillen in der Karibik bei unter 10–30 m mit Emergenten von 20–25, selten bis 40 m Höhe. Die Regenwälder Madagaskars sind ähnlich niedrig und ihre Emergenten ragen höchstens 10 m über das Kronendach. Dazu gehört zum Beispiel Canarium madagascariense, ein Balsambaumgewächs, das 35 m Höhe selten überschreitet.

### Montane Wälder der immerfeuchten Tropen
In den tropischen Bergregenwäldern der Erde sind ebenfalls Baumriesen vertreten; im Durchschnitt sind die Kronenbäume und die Emergenten nur geringfügig niedriger als im Tieflandregenwald. Es gibt jedoch einige bemerkenswerte Ausnahmen: Ganze 60 bis über 70 m ragt Araucaria hunsteinii aus dem nur 15–25 m hohen Bergwald Neuguineas und erreicht somit selbst Höhen über 85 m. Ebenfalls zu den Araukariengewächsen – „altertümliche Nadelhölzer“ der Südhalbkugel – zählt die bis 50 m hohe Agathis atropurpurea, ein Emergent der nordost-australischen Bergwälder.
Mit bis über 75 m ist der zu den pantropisch verbreiteten Mahagonigewächsen gehörende Entandrophragma excelsum ein sehr großer und bis weit über das Kronendach ragende Urwaldriese in den tropisch-feuchten Bergen Ostafrikas.
In den Regenwäldern Kameruns fehlen bereits ab 700 m Meereshöhe die Übersteher. Neben der abnehmenden Größe ist das Fehlen von Emergenten bei zunehmender Höhe weltweit zu beobachten: In den Wolkenwäldern, die zu den (echten) Nebelwäldern der Tropen überleiten, sind – sofern vorhanden – immerhin noch 25–50 m hohe Übersteher zu finden, die jedoch regelmäßig nur noch 5–20 m über die anderen Bäume ragen.
In den Nebelwäldern tropischer Hochgebirge bis hinauf zu den Elfenwäldern, die die subalpine Vegetationshöhenstufe der Waldgrenze bilden, sind emergente Bäume nur noch ausnahmsweise in den klimatisch mildesten Gebieten vorhanden. Dort liegt die Kronenschicht im Allgemeinen bei höchstens 10 m und die vereinzelten Übersteher erreichen Höhen von 15–20 m.

### Regen- und Feuchtwälder zwischen Tropen und Subtropen
Sowohl in den subtropisch-immergrünen Regenwäldern (die im Gegensatz zu den Lorbeerwäldern noch ganzjährig frostfrei sind und im Schnitt noch Höhen von 20 bis 35 m erreichen), als auch in den saisonalen Regen- sowie regengrünen Feuchtwäldern der Tropen, die eine mehr als 3 (bis zu 5) Monate dauernde Trockenzeit überstehen müssen, stehen regelmäßig Urwaldriesen. Auch ihre Ausmaße können beträchtlich sein: So erreicht etwa der Krabak-Baum in den hinterindischen Monsunwäldern (auch in diesen Wäldern Asiens sind die Bäume aus der Familie der Flügelfruchtgewächse dominant) immerhin 50–65 m. 60 m erreichen der Mahagonibaum Toona ciliata in den subtropischen Regenwäldern Ost-Australiens, sowie die beiden immergrünen Koniferen Kauri-Baum aus den Subtropenwäldern des äußersten Norden Neuseelands und die Neuguinea-Araukarie, die in den Bergwäldern Neuguineas und den Monsunwäldern Ost-Australiens wächst. Letztere kann auch mit 35 bis 45 m Teil der Kronenschicht sein. Für indische Monsunwälder des Südwestens werden die Emergentenhöhen mit 35–55 m bei einem Kronendach von 30–36 m angegeben.
Trotz dieser sehr großen Baumarten sind die Höhen der Kronenschicht und der Emergenten im Durchschnitt deutlich geringer ist als im tropischen Regenwald. Offensichtlich ist die Tatsache, dass jahreszeitlich kühlere Temperaturen das Größenwachstum weniger hemmen als ganzjähriges Tageszeitenklima mit kalten Nächten (wie in den vorgenannten tropischen Gebirgswäldern). Entscheidend ist jedoch vielmehr die Summe der Niederschläge und die möglichst gleichmäßige Verteilung im Jahreslauf! Wie bereits in der Einleitung hervorgehoben, gibt es zahlreiche Strategien, wie Bäume sich vor saisonaler Trockenheit (oder Kälte) schützen und dass die Emergenten aufgrund ihrer größeren Angriffsfläche die ersten sind, die solche Strategien nutzen: Hier ist vor allem der Laubabwurf trockenkahler Baumarten zu nennen. Einige Beispiele:
Apuleia leiocarpa (ein Hülsenfrüchtler) im Saisonregenwald des mittleren Südamerikas bringt es auf 35–40 m Höhe, gut 40 m hoch wird die halbimmergrüne Crow´s Ash (Rautengewächse, zu der auch alle Zitrusfrüchte gehören) aus den Monsunwäldern Australiens. Im Süden Floridas, am äußersten Rand der Tropen, finden sich in den Everglades kleine saisonale „Tropenwaldinseln“, die sogenannten „Hammocks“. Ihr Kronendach ist nur 8–12 m hoch und bisweilen stehen darin vereinzelte, 15–17 m hohe Westindische Mahagoni-Bäume aus der gleichnamigen Familie, die bereits mit drei anderen, wesentlich höheren Urwaldriesen genannt wurde.

### Tropisch-subtropische Trockenwälder
Da das Phänomen der Emergenten nur bei ausreichendem Wasserangebot vorkommt, sind sie in Trockenwäldern in aller Regel nicht vorhanden. Abgesehen von den bereits behandelten „falschen Emergenten“ gibt es jedoch einige wenige Ausnahmen, die möglicherweise ursprünglich sind: So erheben sich etwa über das 3–5 m hohe Somalia-Massai-Buschland in Ostafrika Akazien (aus der Familie der Hülsenfrüchtler), die 9 bis knapp über 10 m hoch ragen und im südamerikanischen Gran Chaco gibt es ebenfalls Wälder von 3–6 m Höhe, die von 15 m hohen Einzelbäumen überragt werden. Die Niederschläge sind dort zwar viel zu gering, aber staunasse Böden oder regelmäßige Überschwemmungen ersetzen die fehlende Feuchtigkeit von oben.

### Außertropische Feuchtwälder

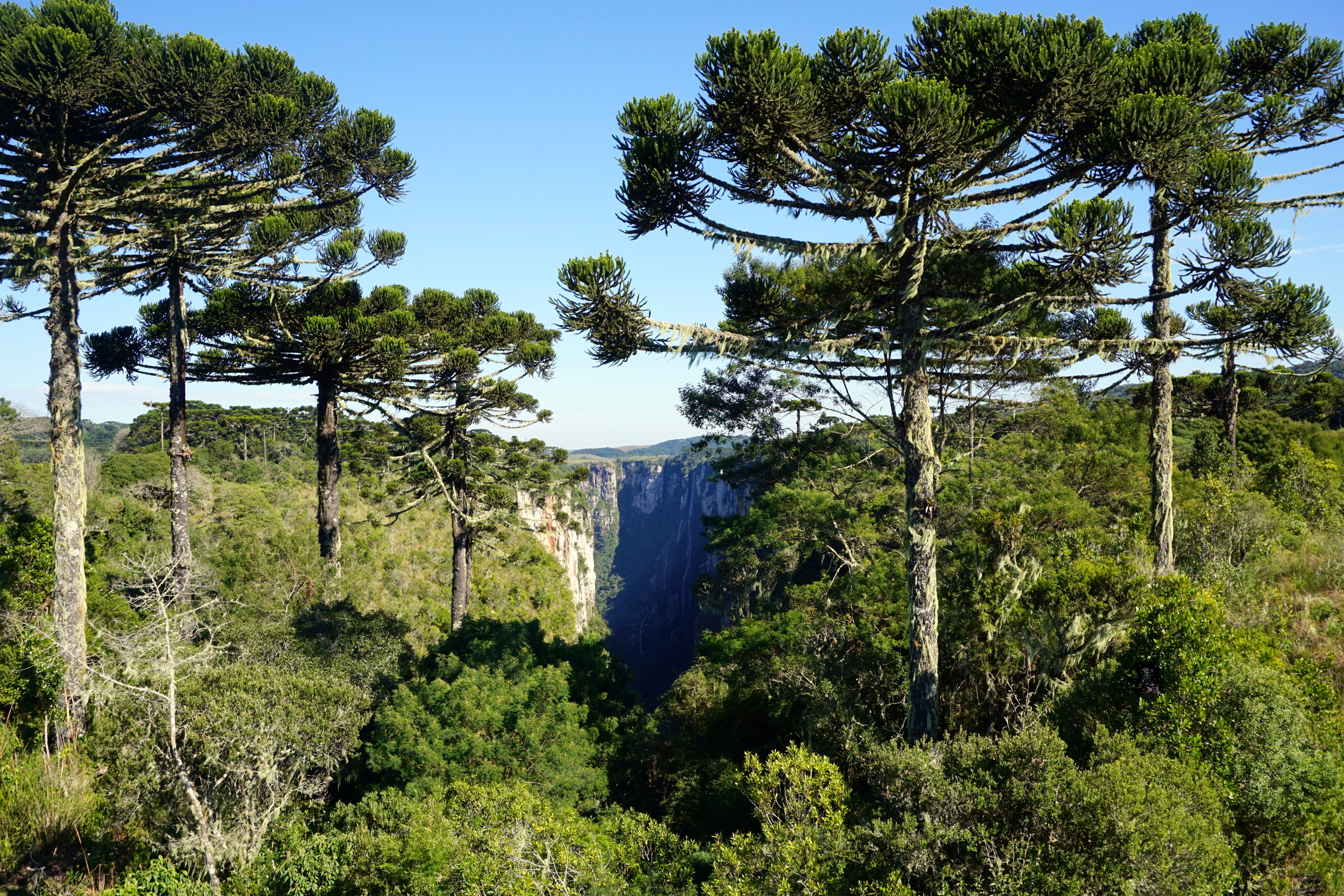
Brasilianische Araukarien im Lorbeerwald

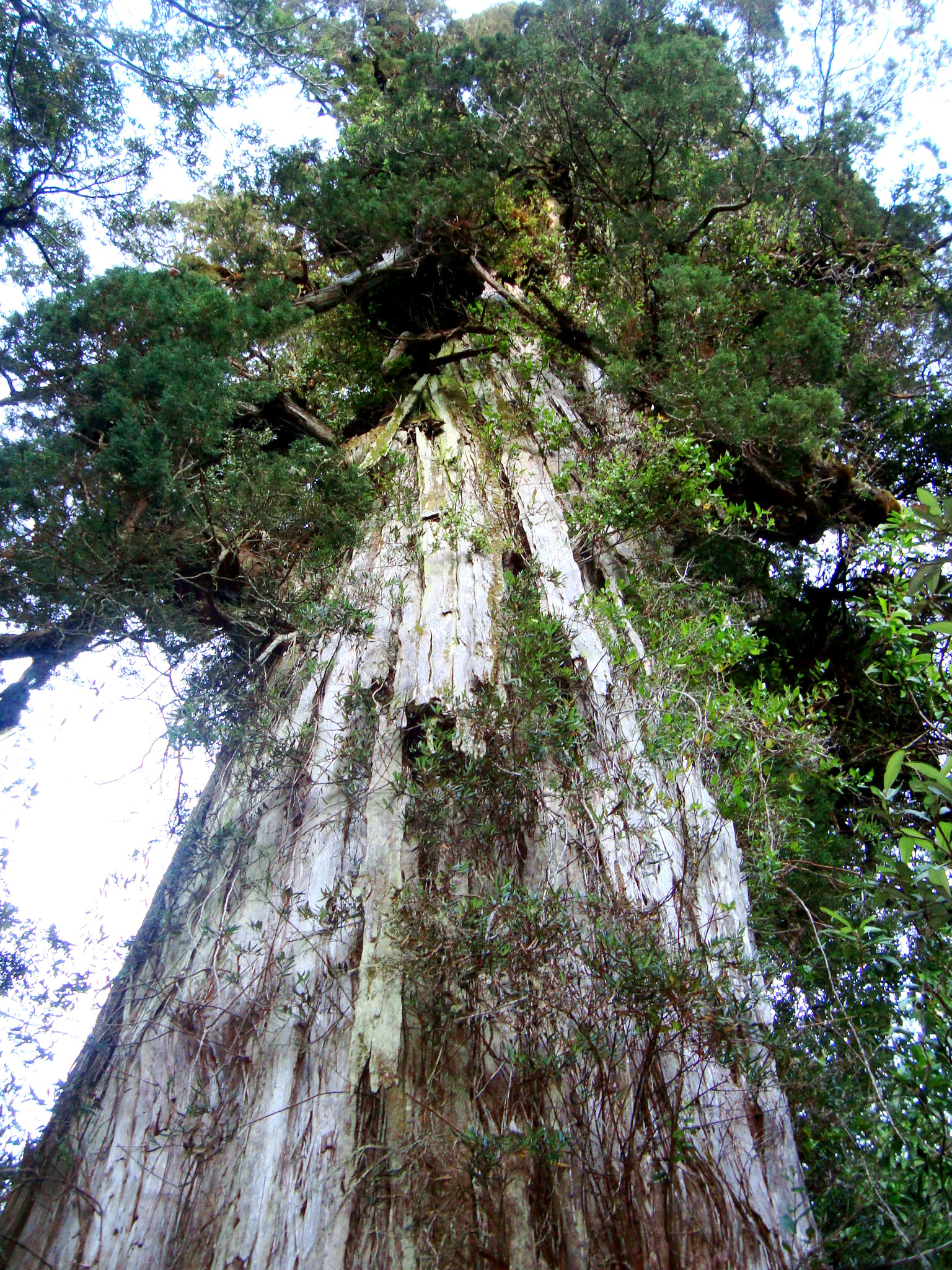
Beeindruckende Patagonische Zypresse

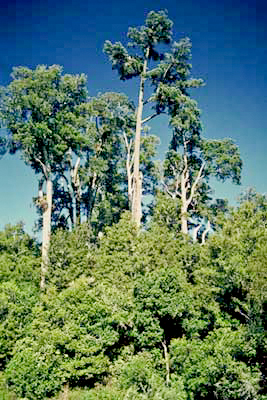
Überragende Kahikatea-Bäume im temperaten Regenwald Neuseelands

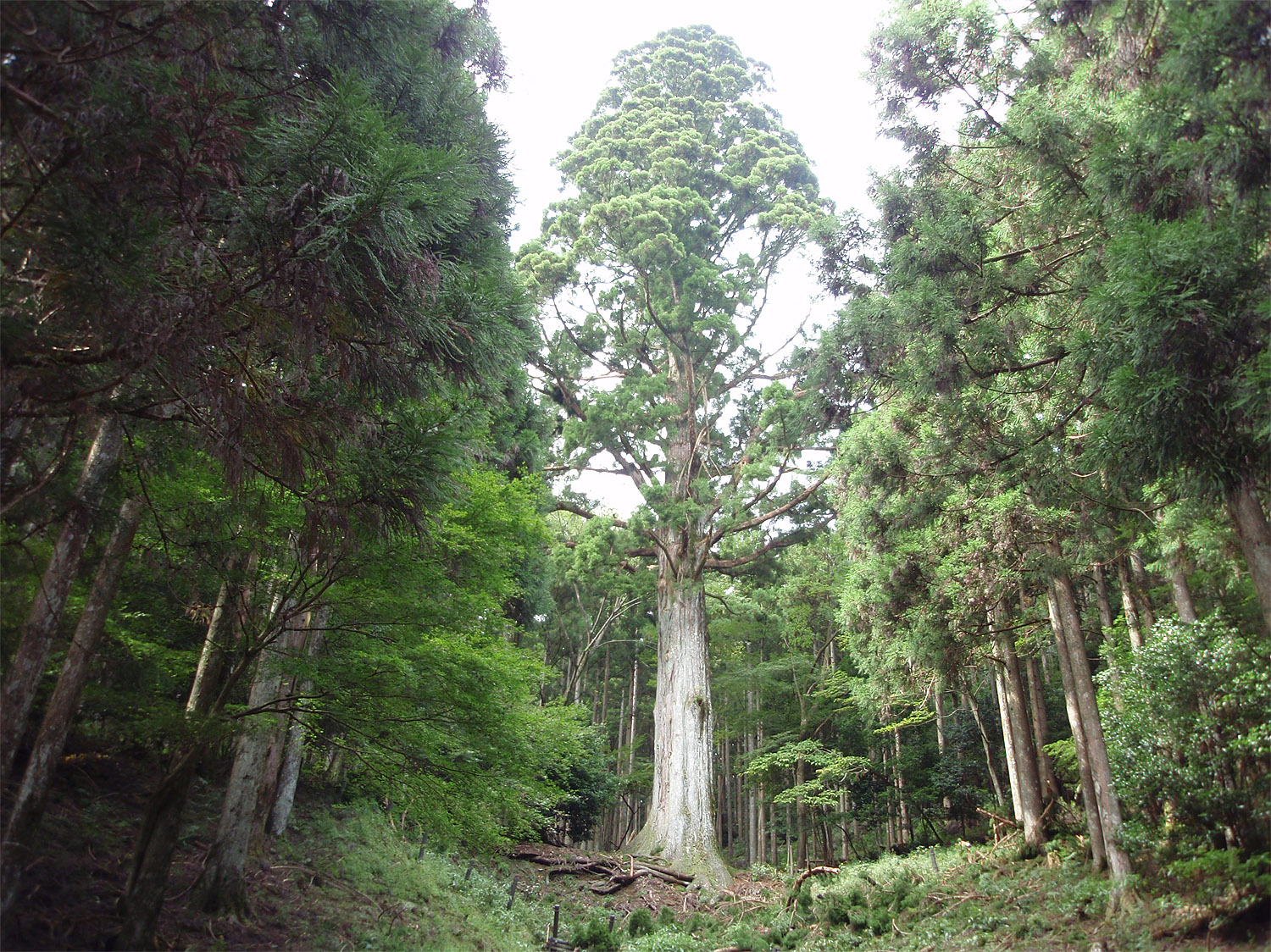
Sicheltanne: „Heiliger Riesenbaum“ in den Lorbeerwäldern Südjapans

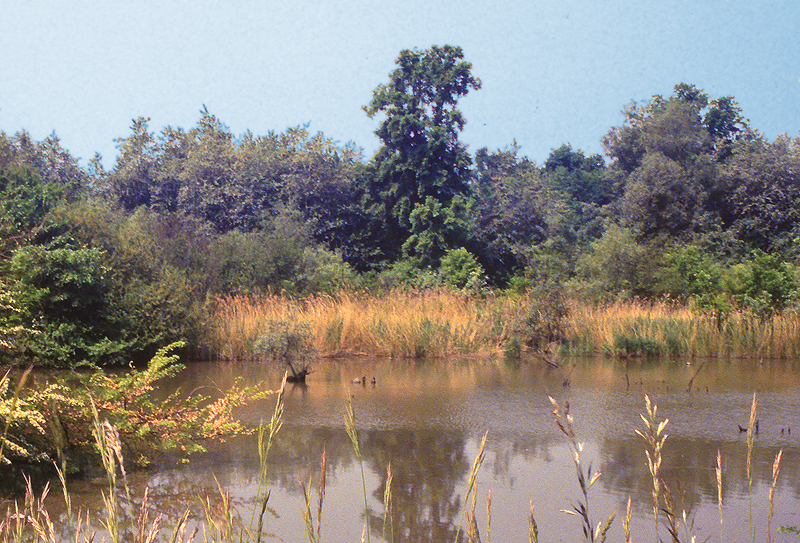
Deutscher Auwald im Taubergießen mit Emergent

In den südlichen subtropischen Lorbeerwäldern bis einschließlich der noch wintermilden Übergangsregionen in den Regenwäldern der gemäßigten Zone sind normalerweise emergente Bäume zu finden. In den vergleichbaren Wäldern der Nordhalbkugel kommen sie hingegen so gut wie gar nicht vor.

#### Südhalbkugel
Erstaunlich ist zudem, dass die an die hohen Tropenwälder anschließenden Lorbeerwälder deutlich niedriger sind (10–30 m im Durchschnitt), während die noch kühleren Küstenregenwälder der Mittelbreiten mit rund 20 bis über 30 m wieder etwas höher sind. Darüber hinaus liegen in diesem Übergangsbereich die höchsten und biomassereichsten Wälder der Erde (Kalifornische Redwood-Wälder, Riesen-Eukalyptus-Wälder Südost-Australien): Sofern bei ihnen von Emergenten die Rede ist (etwa von einem „Emergenten-Kronendach-Ensemble“ bei den Küstenmammutbaumwäldern Kaliforniens), handelt es sich immer um Übergangsstadien im Rahmen der Sukzession aufgrund von Schadereignissen, bei denen einige der Riesenbäume Feuer oder Sturm zum Opfer fielen und die großen Lücken durch junge Bäume ersetzt wurden. „Echte“ Emergenten fehlen in diesen Wäldern.
Auch wenn es sich bei den Urwaldriesen einiger Waldtypen der außertropischen Südhalbkugel (beispielsweise bei den bereits genannten Araukarienwäldern der Anden oder den Lorbeer-Regenwäldern Tasmaniens mit maximal 5 % überstehenden Eukalypten) ebenfalls nur um Restbestockung nach Waldbränden (in Tasmanien mindestens alle 350 Jahre) handelt, kommen „originäre Urwaldriesen“ auf allen Südkontinenten vor:
Als Emergent kann das Gewöhnliche Afrogelbholz in den sehr kleinen, isolierten Knysna-Lorbeerwäldern Südafrikas stattliche 60 m Höhe erreichen. Die verwandte Breitblättrige Steineibe aus Knysna wird 35 m hoch und gehört ebenfalls zu den Steineibengewächsen in der Ordnung Koniferen.
Auffallend ist, dass das Gros der Urwaldriesen auf der Südhalbkugel von altertümlichen Koniferen gebildet wird (bei denen die deutsche Bezeichnung Nadelbaum zu falschen Vorstellungen führt). Für Südamerikas temperate Feuchtwälder sind das zwei Araukariengewächse: Die bereits genannte (nicht sicher als echter Emergent einzuordnende) Chilenische Araukarie auf der mittleren Westseite des Kontinentes und gewissermaßen „gegenüber“ die Brasilianische Araukarie des subtropischen Lorbeerwaldgebietes Floresta ombrófila mista, die meistens 30 bis 40 m hoch wird, aber als echter Emergent anzusehen ist.
45 bis 50 m erreicht die Patagonische Zypresse (auch Alerce), die im Nordteil der chilenischen Anden-Regenwälder – dem Valdivianischen Regenwald – wächst. Während in den südlichsten Regenwäldern – den magellanischen – keine Emergenten mehr vorkommen, sind im mittleren – nordpatagonischen – und nördlichen Teilgebiet auch Laubholz-Riesen zu finden: Die bis zu 50 m hohe Coihue-Südbuche, ein Scheinbuchengewächse, die zugleich den größten Teil des Kronenschicht bildet. Weitere Emergenten außerhalb der Scheinbuchen sind etwa die bis 40 m hohe Chilenische Scheinulme und die 30 m hohe Weinmannia trichosperma, die beide zur Familie Cunoniaceae gehören, die in der gleichen Ordnung steht wie der europäische Sauerklee.
Im ozeanischen Raum herrschen ebenfalls die Koniferen als Emergenten, so die Neuseeländische Warzeneibe oder Kahikatea, die mit 55 bis 60 m aus den nur rund 20 m hohen Lorbeerwäldern mächtig hervortritt; oder die bis 50 m hohe Rimu-Harzeibe – beides wieder Steineibengewächse –, deren Vertreter vor allem auf der Südhalbkugel heimisch sind. Die selteneren Laubbaum-Emergenten sind etwas kleiner, wie die 40 m hohe Laurelia novae-zelandiae (Familie Atherospermataceae in der Ordnung der Lorbeerartigen) oder Knightia excelsa, ein bis 30 m hohes Silberbaumgewächs – beides Familien, die wiederum vorwiegend auf der Südhalbkugel vorkommen. Wie in Südamerika, so kommen in der Regel auch in Neuseeland bei den noch kühleren Regenwäldern an den Gebirgshängen der Südinsel praktisch keine Übersteher mehr vor.
Die Waldbilder Tasmaniens werden sehr unterschiedlich eingeteilt: Manchmal als Lorbeerwald, manchmal als gemäßigter oder auch subtropischer Regenwald oder aber sie werden in mehrere verschiedene Einheiten differenziert. Während die trockeneren Riesen-Eukalyptus-Wälder fast Höhen wie die nordamerikanischen Redwood-Wälder erreichen, existieren Feucht- und Regenwälder in allen Größenklassen. Auf den ersten Blick gibt es zwar in etlichen feuchten Waldtypen vereinzelte emergente Bäume, jedoch wie die (bereits genannten) überstehenden Eukalypten können auch etwa Acacia melanoxylon (20 m) oder die Sichelförmige Schuppenfichte (30 m) aus den typischen Nothofagus-cunninghamii-Wäldern nicht sicher als „echte Emergenten“ eingeordnet werden.

#### Nordhalbkugel
Sowohl in den Lorbeerwaldgebieten nördlich des Äquators (die größten liegen im Südosten Nordamerikas und im Süden Chinas), als auch in den wintermildesten Teilen der gemäßigten Regenwälder (die zumeist an Küstengebirgen – vor allem an der Pazifikküste Nordamerikas, früher auch in Südwest-Norwegen, Schottland und Irland – vorkommen) sind Emergenten die große Ausnahme.
Im Südosten der Vereinigten Staaten stehen vereinzelt Weihrauch-Kiefern, oder Sumpf-Magnolien über einem niedrigeren Kronendach; sie bilden jedoch wie die tasmanischen Eukalypten nur ein vorübergehendes Stadium eines Feuerklimax.
In den Lorbeerwaldgebieten Süd-Japans ragen einige zu den Zypressengewächsen gehörende Sicheltannen mit bis zu 50 m als emergente Nadelhölzer über die Kronenschicht aus Laubbäumen. Es ist allerdings nicht bekannt, ob sie als heilige Bäume in der Vergangenheit bewusst gepflanzt wurden.
Ein echter Emergent ist hingegen Abies densa (eine bis 60 m hohe Tanne – Familie Kieferngewächse – Südasiens) in den 10–25 m hohen subtropischen Birken-Rhododendron-Nebelwäldern der Himalaya-Südabdachung.
Bei stetiger Feuchtigkeit finden sich auch in der kühlgemäßigten Zone einige wenige Beispiele für Naturwälder mit Emergenten – wenngleich nicht so deutlich ausgeprägt: So überragen etwa 50–60 m hohe Fichten in den sehr wenigen Resten des norwegischen Küstenregenwaldes die Laubbaumschicht um 10 bis 15 Meter und die Auenlebensräume Europas erinnern mit vereinzelten, überstehenden Bäumen unterschiedlicher Laubbaumarten sowie anderen Strukturmerkmalen an tropische Regenwälder.